# Moundridge (Kansas)
Pour les articles homonymes, voir Moundridge.
Moundridge est une ville américaine située dans le comté de McPherson, au Kansas. Selon le recensement de 2020, sa population est de 1 974 habitants.